# Ганц, Бруно
Бруно Ганц (нем. Bruno Ganz; 22 марта 1941, Цюрих — 16 февраля 2019, там же) — швейцарский актёр.

## Биография
Бруно Ганц родился 22 марта 1941 г. в Цюрихе, в семье швейцарского рабочего и итальянки. Учился в музыкально-театральном училище в Цюрихе. Впервые снялся в кино в возрасте 19 лет, в 1960 году.
С 1996 по 2019 годы — обладатель Кольца Иффланда.
Жена — Сабина Ганц. Сын Даниэль (родился в 1972).
Скончался в городе Ау под Цюрихом 16 февраля 2019 года.

### Театральные роли
В 1962 году Ганц переехал в Германию, где играл в многочисленных фильмах и спектаклях.
В 1970 году перебрался в Берлин и стал работать в основанном Петером Штайном театре «Шаубюне». Играл в спектаклях: «Мать» (по М. Горькому), «Принц Фридрих Гомбургский» (по Г. фон Клейсту), «Смерть Эмпедокла» (по Ф. Гёльдерлину) и пр. Одна из лучших театральных ролей Бруно Ганца — Гамлет в постановке шекспировской пьесы, осуществлённой Штайном в 1982 году.

### Роли в кинематографе
Среди режиссёров, в фильмах которых снимался Бруно Ганц, такие мастера европейского кино как Вим Вендерс, Эрик Ромер, Вернер Херцог, Фолькер Шлёндорф, Тео Ангелопулос, Ален Таннер, Мауро Болоньини. Ганц стал известен широкой публике в 1970—1980 годах, прежде всего благодаря дилогии В. Вендерса «Небо над Берлином» и «Так далеко, так близко», где воплотил образ спустившегося с небес ангела. Большой успех имели и поздние фильмы с Ганцем в главной роли: «Хлеб и тюльпаны», «Бункер» (в котором Ганц сыграл Адольфа Гитлера) и «Дом, который построил Джек» (где исполнил роль Вергилия).

## Избранная фильмография
- 1960 — Господин в чёрном котелке — паж
- 1976 — Свет / Lumière — Генрих Грюн
- 1976 — Маркиза О / Die Marquise von O… — граф
- 1977 — Американский друг / Der Amerikanische Freund — Джонатан Циммерман
- 1978 — Мальчики из Бразилии / The Boys from Brazil — профессор Брюкнер
- 1978 — Женщина-левша / Die linkshändige Frau — Бруно
- 1978 — Нож в голове / Messer im Kopf (Knife in the Head) — Др. Бертольд Хоффман
- 1979 — Носферату: призрак ночи / Nosferatu — Phantom der Nacht’ — Джонатан Харкер
- 1979 — Пропавшие вещи / Oggetti smarriti — Вернер
- 1980 — Дама с камелиями / Vera Storia Della Signora Delle Camelie — граф Перрего
- 1981 — Провинциалка / La provinciale — Реми
- 1981 — Фальшивка / Die Fälschung — Георг Лашен
- 1983 — В белом городе / Dans la ville blanche — Пауль
- 1987 — Небо над Берлином / Himmel über Berlin — Дамиэль
- 1991 — «Дети природы» /  Börn náttúrunnar  — Энгиль
- 1992 — Наши последние дни / The Last Days Of Chez Nous — Джей Пи
- 1993 — Так далеко, так близко! / In weiter Ferne, so nah! — Дамиэль
- 1996 — Сент-Экс / Saint-Ex — Антуан де Сент-Экзюпери
- 1998 — Вечность и один день / Μια αιωνιότητα και μια μέρα — Александрос
- 2000 — Хлеб и тюльпаны / Pane e tulipani — Фернандо Джирасол
- 2003 — Лютер / Luther — Иоганн фон Штаупиц
- 2004 — Маньчжурский кандидат — Делп
- 2004 — Бункер / Der Untergang — Адольф Гитлер
- 2004 — Без страха: Жизнь Папы Римского Иоанна Павла II — кардинал Стефан Вышинский
- 2006 — Витус / Vitus — дедушка
- 2007 — Молодость без молодости — профессор Роман Станкулеску
- 2008 — Комплекс Баадера-Майнхоф — Хорст Херольд
- 2008 — Чтец / The Reader — профессор Рол
- 2011 — Неизвестный / Unknown — Эрнст Юрген
- 2013 — Ночной поезд до Лиссабона / Night Train to Lisbon — старый Йорг ОКелли
- 2013 — Михаэль Кольхаас — Губернатор
- 2013 — Советник / The Counselor — торговец бриллиантами
- 2014 — Дурацкое дело нехитрое / Kraftidioten — «Папа», глава сербской мафии
- 2015 — Помнить / Remember — Руди Курландер
- 2015 — Хайди / Heidi — Дедушка
- 2017 — Когда убывает день / In Zeiten des abnehmenden Lichts — Вильгельм Повилайт
- 2017 — Вечеринка / The Party — Готтфрид
- 2018 — Дом, который построил Джек / The House That Jack Built — Вёрдж
- 2019 — Тайная жизнь / A Hidden Life — судья Любен

## Дополнительные факты
- В культовых французских графических романах трилогии «Никополь» Энки Билала один из центральных персонажей сознательно нарисован автором с лицом Бруно Ганца; несколько афиш фильмов Бруно Ганца встречаются в тексте трилогии[8].